# Пирогов, Аркадий Иванович
Аркадий Иванович Пирогов  (1931, Керчь  — 1992, Москва) — специалист в области магнитных материалов, доктор технических наук, профессор кафедры электрофизики Московского энергетического института. Действительный член Академии информатизации.

## Биография
Аркадий Иванович Пирогов родился в 1931 году в городе Керчь. В 1949 году поступил в Московский энергетический институт (МЭИ) на факультет электрификации промышленности и транспорта, а в 1952 году перевелся учиться на факультет Электровакуумной техники и специального приборостроения (ЭВПФ) на недавно организованную кафедру счетно-решающих приборов и устройств (ныне вычислительной техники), которую и окончил. В 1955 году поступил в аспирантуру МЭИ.
В этот период на кафедре, где он работал над диссертацией основной тематикой были потребности развития шифротехники, в которых применялись магнитные элементы. В качестве магнитных элементов применялись тороидальные сердечники из пермаллоевой ленты толщиной до 3 микрон и ферритовые сердечники, широко используемые в промышленности.
Головным предприятием в этой  области был Научно-исследовательский институт автоматики (НИИА).  Аркадий Иванович занимался исследованиями свойств этих сердечников. По материалам этих работ были написаны его кандидатская диссертация и докторская диссертация на тему: «Экспериментальное и теоретическое исследование магнитных свойств малогабаритных сердечников».
После защиты докторской диссертации получил степень доктора технических наук, звание профессора.
Область научных интересов: магнитные материалы, их свойства и применение в вычислительной технике и автоматике.  Профессор кафедры электрофизики А. И. Пирогов был научным руководителем ряда аспирантов МЭИ, принимал участие в подготовке инженеров, вёл большую научно-педагогическую работу со студентами Научно-исследовательского института автоматики (НИИА). Последние годы занимал должность ученого секретаря диссертационных советов НИИА и МЭИ. Был избран академиком Академии информатизации.
Аркадий Иванович Пирогов скоропостижно скончался в 1992 году в возрасте 61 года.

## Награды и звания
- Медаль «За трудовое отличие»

## Труды
- Пирогов А.И., Шамаев Ю.М. Характеристики ферритовых сердечников с прямоугольной петлей гистерезиса. Справочник. — М.: МЭИ, 1962.